# Trampfart
Et skib, som går i trampfart (efter det engelske ord: tramp), er et skib, som ikke har en fastlagt ruteplan, men chartres for en rejse ad gangen. Tidligere var der en del skibe, som sejlede i trampfart, men i dag har linjefart og containere overtaget det meste af markedet.